# Gebetbuch Karls des Kahlen

Stifterbild, fol. 38v–39r

Das Gebetbuch Karls des Kahlen ist eine zwischen 846 und 869 an der sogenannten Hofschule Karls des Kahlen entstandene Bilderhandschrift der karolingischen Buchmalerei, die sich im Privatbesitz des westfränkischen Königs und späteren Kaisers Karl des Kahlen befand, dem Enkel Karls des Großen. Das in der Schatzkammer der Münchner Residenz (Inventarnummer ResMü. Schk0004-WL) aufbewahrte Manuskript stellt das älteste für den privaten Gebrauch bestimmte Gebetbuch dar.

## Beschreibung
Das kleinformatige Gebetbuch hat die Maße 14,2 × 11,5 × 3,7 cm, die Größe der 46 Pergamentblätter beträgt 13,5 × 11 cm. Der Einband wurde wahrscheinlich nach 1635 angefertigt und ersetzte den heute verlorenen ursprünglichen Buchdeckel, der historischen Beschreibungen zufolge zwei Elfenbeinreliefs mit Darstellungen der Verkündigung des Herrn und der Heimsuchung Marias bzw. der Geburt Christi aufwies.
Der Codex enthält lateinische Buß- und Stundengebete, Psalmen sowie verschiedene, für den Gebrauch Karls abgewandelte Gebete. Das Titelblatt (1r) trägt die Überschrift Enchiridion Precationum Caroli Calvi Regis (Gebetbuch König Karls des Kahlen).
41 der Blätter sind beschrieben oder bemalt. Der Text ist vollständig mit Goldtinte, teilweise auf Purpurgrund geschrieben, fast alle Seiten sind mit Ornamentbordüren gerahmt, die Gebetsanfänge mit goldenen Initialen auf Purpur verziert. Auf Blatt 7r findet sich eine ganzseitige Schmuckinitiale.
Vor einem Gebet zur Verehrung des Heiligen Kreuzes ist die Doppelseite fol. 38v–39r mit den beiden einzigen figürlichen Darstellungen der Handschrift illustriert. Diese stellen auf dem linken Blatt den knienden Herrscher in Anbetung des gekreuzigten Christus dar, dessen Darstellung das rechte Blatt einnimmt. Der gekrönte Karl trägt einen kostbaren purpurnen Mantel mit perlenbesetzten Säumen sowie einer goldenen Fibel und hat die rechte Hand erhoben. Er kniet auf der Erde vor einem dreigeteilten purpurfarbenen, grünen und blauen Grund. Sein Gesicht erscheint lebensnah, seine Haare sind blond. Auf dem Purpurfeld im oberen Teil des Bildes stehen vier Zeilen Text in goldener Schrift, mit denen sich Karl an Christus wendet und um Beistand bittet: In cruce qui mundi / solvsisti crimina XPE’ [Christe] / orando mihimet . tu vul / nera cuncta resolve (Der Du, Christus am Kreuz, die Sünden der Welt getilgt hast, öffne von neuem, ich bitte, all deine Wunden für mich). Der Gekreuzigte auf der rechten Seite blickt auf den König. Das breite schwarze Kreuz teilt den Grund in einen purpurnen oberen und einen blauen unteren Teil. Am Fuß des Kreuzes windet sich die Schlange als Symbol der durch den Opfertod überwundenen Macht des Bösen vor einem kleinen Erdhügel. Über dem Haupt Christi erscheint zwischen Sonne und Mond die Hand Gottes, die einen Kranz als Zeichen des Sieges hält.
Die beiden Bildseiten sind durch breite goldene Rahmen ausgezeichnet, die mit Perlen und Edelsteinen verziert sind.

## Entstehungsgeschichte
Eine Widmungsinschrift auf fol. 6v (Incipit liber orationum quem Karolus piissimus rex Hludouuici caesaris filius omonimus colligere atque sibi manualem scribere iussit) gibt Hinweise auf die Entstehung der Handschrift. Demnach wird Karl als Auftraggeber und Benutzer der Handschrift bezeichnet. Zudem sind die Gebetstexte und die Fürbitten für den persönlichen Gebrauch Karls modifiziert und beziehen sich auf ihn selbst, seine Gemahlin Irmentrud und seine Nachfahren (Libera me … cum coniunge nostra Irmindrudi ac liberis nostris, fol. 21v). Damit lässt sich das Buch eindeutig Karl dem Kahlen zuordnen. Da Ludwig, der älteste Sohn Karls, 846 geboren wurde (terminus post quem) und Irmentrud 869 starb (terminus ante quem), muss es zwischen 846 und 869 an der Hofschule Karls des Kahlen entstanden sein. Wo sich das Atelier zu diesem Zeitpunkt befand, ist unklar.
Die Handschrift ist das älteste bekannte Gebetbuch aus karolingischer Zeit, das nicht repräsentativen Zwecken, sondern dem privaten Gebrauch des Herrschers diente. Aus vorromanischer Zeit ist mit dem Gebetbuch Ottos III. lediglich ein weiteres privates Königsgebetbuch bekannt.

## Provenienz
Der Codex befand sich vom 14. bis ins 16. Jahrhundert im Zürcher Grossmünster und wird 1333 sowie 1525 in dessen Inventaren genannt. Nach der Auflösung des Kollegiatstifts im Zuge der Reformation ist er im Kloster Rheinau nachweisbar.
Der apostolische Nuntius für Oberdeutschland und Statthalter Papst Gregors XIII., Felizian Ninguarda, veranlasste 1583 eine in Ingolstadt gedruckte Ausgabe, die mit Stichen der zwei Eingangsseiten sowie der Bilder des knienden Königs und des gekreuzigten Christus versehen war. In der Einleitung dieser Ausgabe werden die zwei heute verlorenen Elfenbeintafeln des Buchdeckels beschrieben. Den Druck widmete er dem bayerischen Erbprinzen Maximilian I., dem Sohn Wilhelms V. von Bayern.
1583 konnte Herzog Wilhelm V. den Codex erwerben und in seine Hofbibliothek nach München bringen. 1611 erwähnt der Augsburger Philipp Hainhofer die Handschrift in einem Reisebericht. Um 1618 erwähnt ein Bibliotheksverzeichnis noch die Elfenbeinbuchdeckel, danach wurde der Codex mit einem neuen Umschlag versehen.
Maximilian I. übernahm ihn in seine 1607 begründete persönliche Bibliothek und Kunstsammlung, die so genannte Kammergalerie, direkt neben seinem Wohnappartement in der Residenz. Um 1635/1638 verzeichnet erstmals ein Inventar der Kammergalerie das Buch, das im Inventar von 1641/42 beschrieben wird. Spätestens gegen 1730 wurde die Kammergalerie aufgelöst. Seitdem befindet sich das Gebetbuch in der Schatzkammer der Residenz, wo es heute unter der Inventarnummer ResMü. Schk0004-WL verzeichnet ist. Nach einer Auslagerung während des Zweiten Weltkriegs wurde es zunächst vermisst, konnte aber in der 1958 im Königsbau der Münchner Residenz neu eingerichteten Schatzkammer wieder präsentiert werden.